# Bussea xylocarpa
Bussea xylocarpa är en ärtväxtart som först beskrevs av Thomas Archibald Sprague, och fick sitt nu gällande namn av Thomas Archibald Sprague och William Grant Craib. Bussea xylocarpa ingår i släktet Bussea och familjen ärtväxter. IUCN kategoriserar arten globalt som sårbar. Inga underarter finns listade i Catalogue of Life.